# Austrian Volley League Men
Austrian Volley League Men är den högsta serien i volleyboll för herrar i Österrike och den som utser de österrikiska mästarna. Mindre framgångsrika lag kan degraderas till 2. Bundesliga. Tävlingen organiseras av Österreichischer Volleyballverband och har hållits årligen (höst/vår) sedan 1952 under olika namn. 

## Resultat per år
| Säsong                                                              | Podium                         | Podium                    | Podium                    |
| Mästare                                                             | Tvåa                           | Trea                      |                           |
| ------------------------------------------------------------------- | ------------------------------ | ------------------------- | ------------------------- |
| Från 1952 till och med 1971 kallades tävlingen Wiener Meisterschaft |                                |                           |                           |
| 1952-53 mer information                                             | TJ Sokol Wien                  | -                         | -                         |
| 1953-54 mer information                                             | TJ Sokol Wien                  | -                         | -                         |
| 1954-55 mer information                                             | TJ Sokol Wien                  | -                         | -                         |
| 1955-56 mer information                                             | TJ Sokol Wien                  | -                         | -                         |
| 1956-57 mer information                                             | ÖMV Olympia Wien               | -                         | -                         |
| 1957-58 mer information                                             | ÖMV Olympia Wien               | -                         | -                         |
| 1958-59 mer information                                             | SC ÖMV Blau Gelb Wien          | -                         | -                         |
| 1959-60 mer information                                             | SC ÖMV Blau Gelb Wien          | -                         | -                         |
| 1960-61 mer information                                             | SC ÖMV Blau Gelb Wien          | -                         | -                         |
| Från 1961 till 1971 kallades tävlingen Bundesmeisterschaften        |                                |                           |                           |
| 1961-62 mer information                                             | SC ÖMV Blau Gelb Wien          | -                         | -                         |
| 1962-63 mer information                                             | SC ÖMV Blau Gelb Wien          | -                         | -                         |
| 1963-64 mer information                                             | SC ÖMV Blau Gelb Wien          | -                         | -                         |
| 1964-65 mer information                                             | SC ÖMV Blau Gelb Wien          | -                         | -                         |
| 1965-66 mer information                                             | SC ÖMV Blau Gelb Wien          | -                         | -                         |
| 1966-67 mer information                                             | SC ÖMV Blau Gelb Wien          | -                         | -                         |
| 1967-68 mer information                                             | TJ Sokol Wien                  | -                         | -                         |
| 1968-69 mer information                                             | ESV Pradl Innsbruck            | -                         | -                         |
| 1969-70 mer information                                             | ESV Pradl Innsbruck            | -                         | -                         |
| 1970-71 mer information                                             | ESV Pradl Innsbruck            | -                         | -                         |
| Från 1971 till 2016 kallades tävlingen 1. Bundesliga                |                                |                           |                           |
| 1971-72 mer information                                             | DTJ Wien                       | -                         | -                         |
| 1972-73 mer information                                             | DTJ Wien                       | -                         | -                         |
| 1973-74 mer information                                             | DTJ Wien                       | -                         | -                         |
| 1974-75 mer information                                             | DTJ Wien                       | -                         | -                         |
| 1975-76 mer information                                             | DTJ Wien                       | -                         | -                         |
| 1976-77 mer information                                             | DTJ Wien                       | -                         | -                         |
| 1977-78 mer information                                             | DTJ Wien                       | -                         | -                         |
| 1978-79 mer information                                             | DTJ Wien                       | -                         | -                         |
| 1979-80 mer information                                             | TJ Sokol Wien                  | -                         | -                         |
| 1980-81 mer information                                             | Club A. Tyrolia Wien           | -                         | -                         |
| 1981-82 mer information                                             | Post SV Wien                   | -                         | -                         |
| 1982-83 mer information                                             | Club A. Tyrolia Wien           | -                         | -                         |
| 1983-84 mer information                                             | Club A. Tyrolia Wien           | -                         | -                         |
| 1984-85 mer information                                             | Club A. Tyrolia Wien           | -                         | -                         |
| 1985-86 mer information                                             | TJ Sokol Wien                  | -                         | -                         |
| 1986-87 mer information                                             | TJ Sokol Wien                  | -                         | -                         |
| 1987-88 mer information                                             | TJ Sokol Wien                  | -                         | -                         |
| 1988-89 mer information                                             | TJ Sokol Wien                  | -                         | -                         |
| 1989-90 mer information                                             | TJ Sokol Wien                  | -                         | -                         |
| 1990-91 mer information                                             | TJ Sokol Wien                  | -                         | -                         |
| 1991-92 mer information                                             | Donaukraft Volleyballteam Wien | -                         | -                         |
| 1992-93 mer information                                             | Donaukraft Volleyballteam Wien | -                         | -                         |
| 1993-94 mer information                                             | Donaukraft Volleyballteam Wien | -                         | -                         |
| 1994-95 mer information                                             | PSV Salzburg                   | -                         | -                         |
| 1995-96 mer information                                             | Donaukraft Volleyballteam Wien | -                         | -                         |
| 1996-97 mer information                                             | Donaukraft Volleyballteam Wien | -                         | -                         |
| 1997-98 mer information                                             | Donaukraft Volleyballteam Wien | -                         | -                         |
| 1998-99 mer information                                             | Donaukraft Volleyballteam Wien | -                         | -                         |
| 1999-00 mer information                                             | Bayernwerk hotVolleys          | -                         | -                         |
| 2000-01 mer information                                             | hotVolleys Volleyballteam      | -                         | -                         |
| 2001-02 mer information                                             | hotVolleys Volleyballteam      | Hypo Tirol Volleyballteam | -                         |
| 2002-03 mer information                                             | hotVolleys Volleyballteam      | Hypo Tirol Volleyballteam | -                         |
| 2003-04 mer information                                             | hotVolleys Volleyballteam      | Hypo Tirol Volleyballteam | -                         |
| 2004-05 mer information                                             | Hypo Tirol Volleyballteam      | -                         | -                         |
| 2005-06 mer information                                             | Hypo Tirol Volleyballteam      | -                         | -                         |
| 2006-07 mer information                                             | hotVolleys Volleyballteam      | Hypo Tirol Volleyballteam | -                         |
| 2007-08 mer information                                             | hotVolleys Volleyballteam      | Hypo Tirol Volleyballteam | SK Aich/Dob               |
| 2008-09 mer information                                             | Hypo Tirol Volleyballteam      | hotVolleys Volleyballteam | SK Aich/Dob               |
| 2009-10 mer information                                             | Hypo Tirol Volleyballteam      | hotVolleys Volleyballteam | SK Aich/Dob               |
| 2010-11 mer information                                             | Hypo Tirol Volleyballteam      | SK Aich/Dob               | -                         |
| 2011-12 mer information                                             | Hypo Tirol Volleyballteam      | SK Aich/Dob               | -                         |
| 2012-13 mer information                                             | SK Aich/Dob                    | -                         | -                         |
| 2013-14 mer information                                             | Hypo Tirol Volleyballteam      | SK Aich/Dob               | hotVolleys Volleyballteam |
| 2014-15 mer information                                             | Hypo Tirol Volleyballteam      | SK Aich/Dob               | VCA Amstetten NÖ          |
| 2015-16 mer information                                             | Hypo Tirol Volleyballteam      | SK Aich/Dob               | SG Union Waldviertel      |
| Sedan 2016 kallades tävlingen Austrian Volley League Men            |                                |                           |                           |
| 2016-17 mer information                                             | Hypo Tirol Volleyballteam      | SK Aich/Dob               | UVC Graz                  |
| 2017-18 mer information                                             | SK Aich/Dob                    | SG Union Waldviertel      | VCA Amstetten NÖ          |
| 2018-19 mer information                                             | SK Aich/Dob                    | SG Union Waldviertel      | UVC Graz                  |
| 2019-20 mer information                                             | Ej slutförd                    | Ej slutförd               | Ej slutförd               |
| 2020-21 mer information                                             | UVC Graz                       | SK Aich/Dob               | SG Union Waldviertel      |
| 2021-22 mer information                                             | SG Union Waldviertel           | SK Aich/Dob               | UVC Graz                  |

## Resultat per klubb
| Lag                       | Antal titlar | Vunna säsonger |
| ------------------------- | ------------ | --- |
| hotVolleys Volleyballteam | 18           | 1980/81, 1982/83, 1983/84, 1984/85, 1991/92, 1992/93, 1993/94, 1995/96, 1996/97, 1997/98, 1998/99, 1999/00, 2000/01, 2001/02, 2002/03, 2003/04, 2006/07, 2007/08 |
| TJ Sokol Wien             | 13           | 1952/53, 1953/54, 1954/55, 1955/56, 1967/68, 1979/80, 1981/82, 1985/86, 1986/87, 1987/88, 1988/89, 1989/90, 1990/91                                              |
| Hypo Tirol Volleyballteam | 10           | 2004/05, 2005/06, 2008/09, 2009/10, 2010/11, 2011/12, 2013/14, 2014/15, 2015/16, 2016/17                                                                         |
| SC ÖMV Blau Gelb Wien     | 9            | 1958/59, 1959/60, 1960/61, 1961/62, 1962/63, 1963/64, 1964/65, 1965/66, 1966/67                                                                                  |
| DTJ Wien                  | 8            | 1971/72, 1972/73, 1973/74, 1974/75, 1975/76, 1976/77, 1977/78, 1978/79                                                                                           |
| VC Olympia Innsbruck      | 3            | 1968/69, 1969/70, 1970/71 |
| SK Aich/Dob               | 3            | 2012/13, 2017/18, 2018/19 |
| ÖMV Olympia Wien          | 2            | 1956/57, 1957/58 |
| Post SV Wien              | 1            | 1981/82 |
| PSV Salzburg              | 1            | 1994/95 |
| UVC Graz                  | 1            | 2020/21 |
| SG Union Waldviertel      | 1            | 2021/22 |